# (73868) 1997 AD6
1997 أي دي 6 (ويعرف أيضًا باسم (73868) 1997 أي دي 6 وفق تسمية الكوكب الصغير) (بالإنجليزية: 1997 AD6)‏ هو كويكب ضمن حزام الكويكبات؛ وترتيبه 73868 من حيث الاكتشاف.
اكتُشف هذا الجُرم الفلكي بواسطة Paul G. Comba ‏ في 1997.

## وصلات خارجية
- (73868) 1997 AD6 في قاعدة بيانات مختبر الدفع النفاث لأجرام النظام الشمسي الصغيرة

- الاكتشاف · مخطط المدار ·  العناصر المدارية · المعلمات المادية

- (73868) 1997 AD6 على موقع ويكي سكاي: DSS2, SDSS, GALEX, IRAS, Hydrogen α, X-Ray, Astrophoto, Sky Map, Articles and images